# سامسونگ بلک‌جک ۲

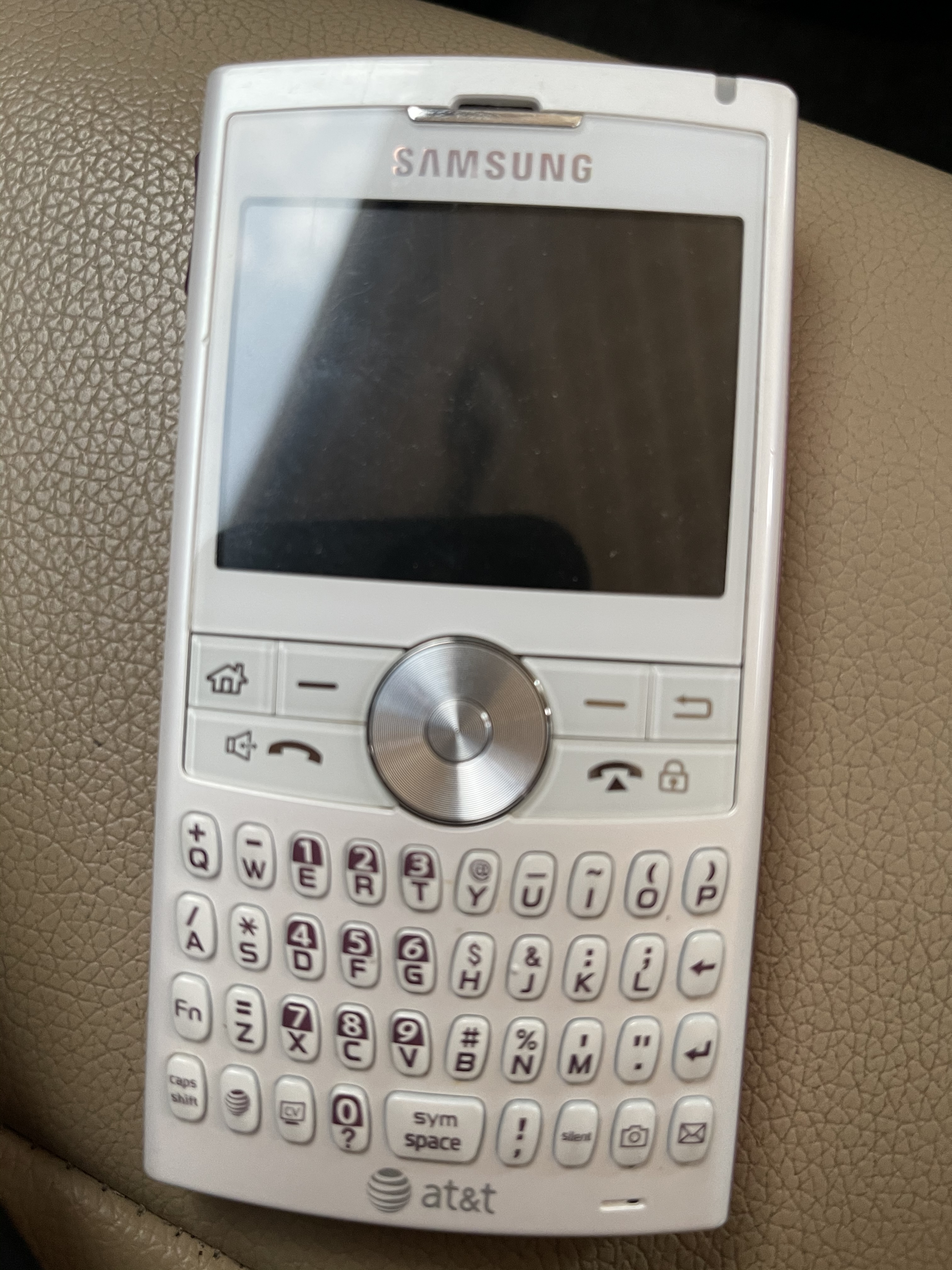
سامسونگ بلک‌جک ۲

بلک‌جک II (تلفن همراه) یک‌نمونه از گوشی‌های تلفن همراه سری I شرکت سامسونگ می‌باشد که توسط همین شرکت به بازار عرضه شده‌است.